# Cholm (Russia)
Cholm (anche Holm), in russo Холм? è una città della Russia europea nordoccidentale (oblast' di Novgorod), situata sulle sponde del fiume Lovat', 201 km a sud del capoluogo Velikij Novgorod; dipende amministrativamente dal distretto omonimo, del quale è capoluogo.

## Società

### Evoluzione demografica
Fonte: mojgorod.ru
- 1897: 5.900
- 1926: 5.500
- 1939: 6.100
- 1959: 3.000
- 1979: 4.400
- 1989: 4.800
- 2007: 4.000